# Delphinus
Delphinus (Del), o Golfinho ou Delfim, é uma constelação do hemisfério celestial norte. O genitivo, usado para formar nomes de estrelas, é Delphini.
As constelações vizinhas, segundo a delineação contemporânea, são a Raposa, a Flecha, a Águia, o Aguadeiro, o Cavalo Menor e o Pégaso.

## Estrelas Principais

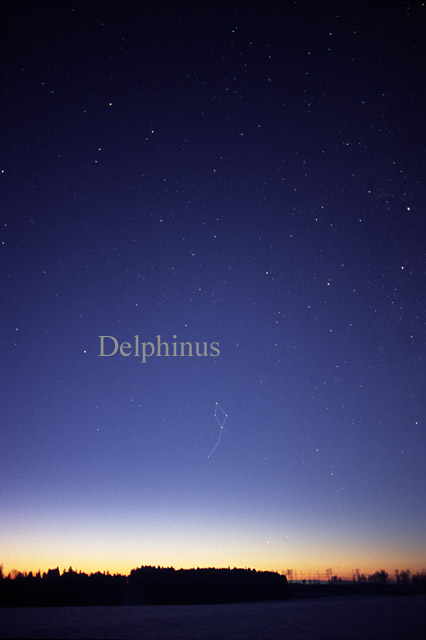
A constelação Delphinus tal como pode ser vista a olho nu

Alpha Delphini (Sualocin) - Estrela de magnitude 3.77, absoluta –0.57; distante 240 anos-luz e com 3.7 raios solares; tipo espectral B9V;
Delta Delphini - é uma estrela binária visual com período orbital de 40.58 dias e magnitude aparente de 4.43
Gamma¹ Delphini e Gamma² Delphini - formam uma estrela binária com cores amarelas. Alguns descrevem sua companheira como esverdeada ou azulada; Gamma Delphini possui magnitude aparente de 3.87
Beta Delphini (Rotanev)  é a estrela mais brilhante da constelação. É uma estrela binária de magnitude 3.6, com distância de 97 anos-luz da Terra e período orbital de 27 anos.
Struve 2725 - é uma estela dupla com magnitudes 7.6 e 8.4.
R Delphini - é uma estrela variável de tipo Mira com um período de 285 dias e magnitude variando de 7.6 a 13.8.

## Objetos do céu profundo
NGC 6891 - é uma nebulosa planetária de Magnitude aparente +10,5
NGC 6905 - nebulosa planetária de magnitude aparente +11,1 descoberta por William Herschel em 1784.
NGC 6934 - aglomerado globular descoberto por William Herschel em 1785.
NGC 7006 - é um aglomerado globular muito distante, cerca de 137.000 anos-luz. Por isso é muito difícil de se observar.

## Mitologia
Delphinus está relacionada a dois mitos gregos principais:

### Mitologia Grega
Um dos mitos diz que Poseídon queria se casar com Anfitrite, uma bela nereida. Não gostando das suas investidas, ela fugiu. Por conta disso, Poseídon enviou diversos mensageiros para procurar ela e a levar para ele. Ela foi encontrada por um golfinho, que a convenceu a voltar para o deus. Depois que eles se casaram, Poseidon resolveu homenagear o golfinho colocando sua imagem nas estrelas, virando então a constelação de Delphinus
Um outro mito grego diz respeito a Árion de Lesbos, um poeta e músico grego famoso. De acordo com Heródoto (historiador e geógrafo grego), Árion havia contratado um navio para o levar a uma competição musical. Tendo vencido a competição, ele ganhou diversos prêmios. Na viagem de volta, sua fortuna fez com que a tripulação do navio conspirasse contra ele. Ameaçado de morte, ele teve seu último desejo atendido: o de poder tocar pela última vez, sendo que ele se mataria depois. Árion então, com sua cítara, entoou um cântico a Apolo, um deus da música e poesia. Conforme ele se apresentava, diversos golfinhos se aproximavam do barco, e após encerrar, ele se jogou no mar. Ele então foi carregado pelos golfinhos até a Grécia. O mito então diz que Apolo colocou a imagem de um golfinho nos céus, pois ficou satisfeito com o resgate deles e também para celebrar essa relação.